# William Grenville, 1. baron Grenville
William Grenville, 1. baron Grenville (1759 – 1834) var en britisk Whig-politiker, der var premierminister fra 1806 til 1807.

## Andre ministerposter
Grenville var Irlands regeringsleder (Chief Secretary for Ireland) fra 1782 til 1783.
Han var inderigsminister for Storbritannien fra 1789 til 1791 og udenrigsminister for Storbritannien og Irland fra 1791 til 1801.

## Parlamentariske poster
Grenville var medlem af Underhuset fra 1782 til 1790, og han var husets formand (speaker) i 1789.
Grenville var medlem af Overhuset fra 1790 til 1834, og var husets leder (leader) i 1806 – 1807.

## Leder af talenternes regering
Grenvilles regering var en koalitionsregering, der blev kaldt alle talenters regering.
På regeringens sidste dag fik den vedtaget et forbud mod slavehandel i det britiske imperium.
Regeringen ønskede at ligestille katolikker og protestanter. Da kongen modsatte sig dette, tog regeringen sin afsked.